# ワトウナイ
ワトウナイ（和唐内）は、日本産のキンギョである。成長が早いのが特徴である。

## 概要
リュウキンとワキンの交配であり、オランダシシガシラとワキンの交配種のジャンボオランダと同様、大きく成長する。また、定かではないがマルコとの交配で江戸時代にツガルニシキが作出したキンギョの説がある。

## 特徴
ジャンボオランダ同様大きくなるが、ジャンボオダンダが50cmクラスが多いのに対し、当種は30cmクラスが多い。体系はリュウキンを細長くし、尾ビレは長く、頭部はワキン同様に大きい。

## 名前の由来
江戸時代に既に雑種のキンギョではあるが、飼育されており、日本（和）にも中国（唐）の物でもない（内）キンギョが洒落ではないが名前の由来である。また、人形浄瑠璃の国性爺合戦の主人公・和藤内（父が中国人、母が日本人。実在の武将鄭成功がモデル）に因んで名づけられたとする説もある。

## 入手および飼育
原種は殆ど飼育されておらず、愛好家の飼育、研究機関でしか見る事ができない。飼育はクリアする条件なく、他種との混泳も可能である。